# 遠藤家住宅 (犬山市)
遠藤家住宅（えんどうけじゅうたく）は、愛知県犬山市犬山東古券662にある町屋。主屋が登録有形文化財。

## 歴史
遠藤家は江戸時代から料理店を営んでいた。1951年（昭和26年）には遠藤硝子店の建物となった。
2005年（平成17年）2月9日、登録有形文化財に登録された。なお、犬山市では同時に旧磯部家住宅の5件、小島家住宅の7件、伊藤家住宅の2件、眞野家住宅の4件も登録されている。

## 建築
- 主屋
  - 木造2階建、桟瓦葺[1]。建築面積119平方メートル[1]。料理屋として建てられた町家である[1]。西側と南側の双方が通りに面しており、屋根北側は切妻造、屋根南側は入母屋造となっている[1]。
  - 1900年（明治33年）竣工[1]。

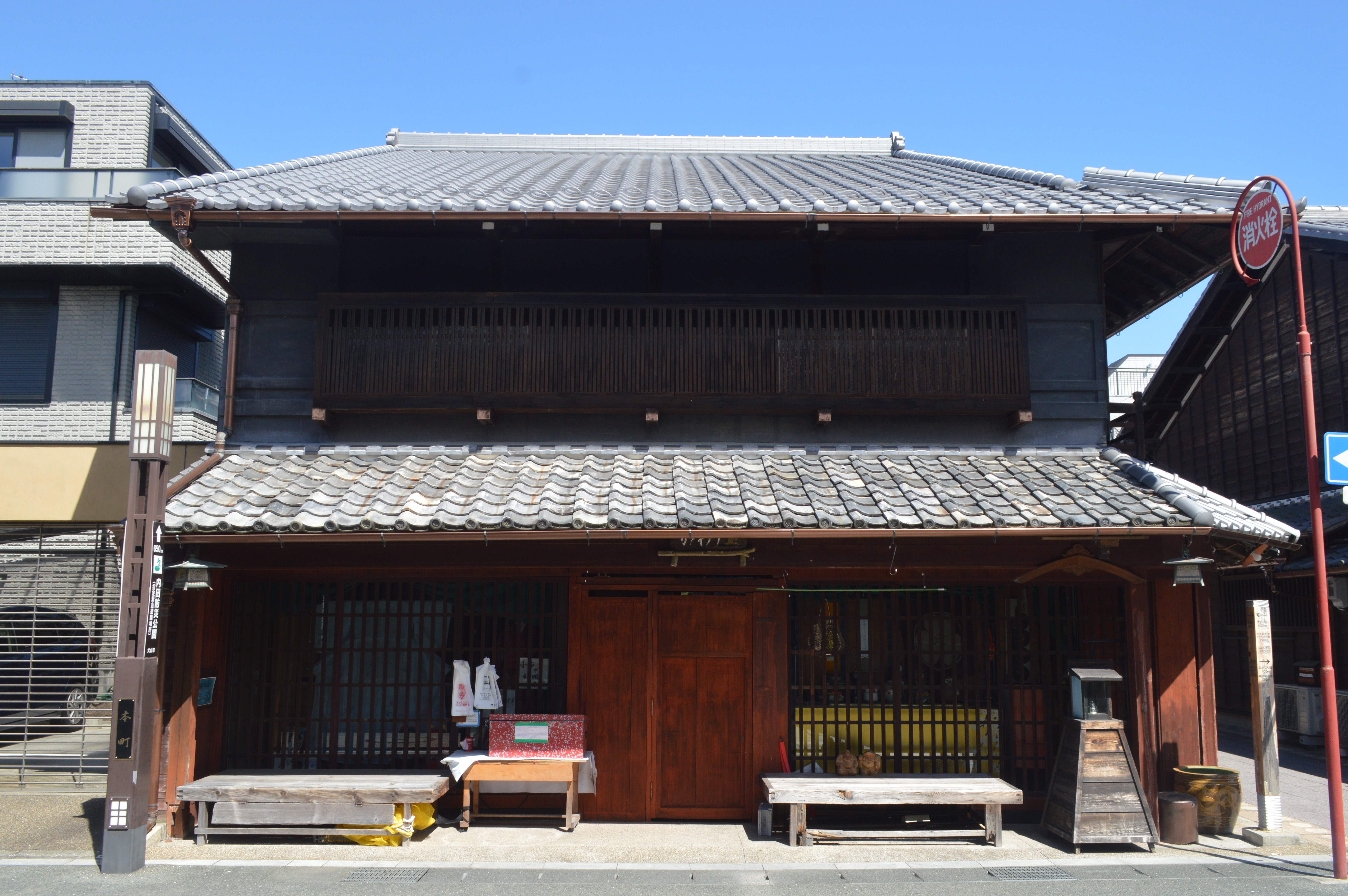
本町通りに面する西面
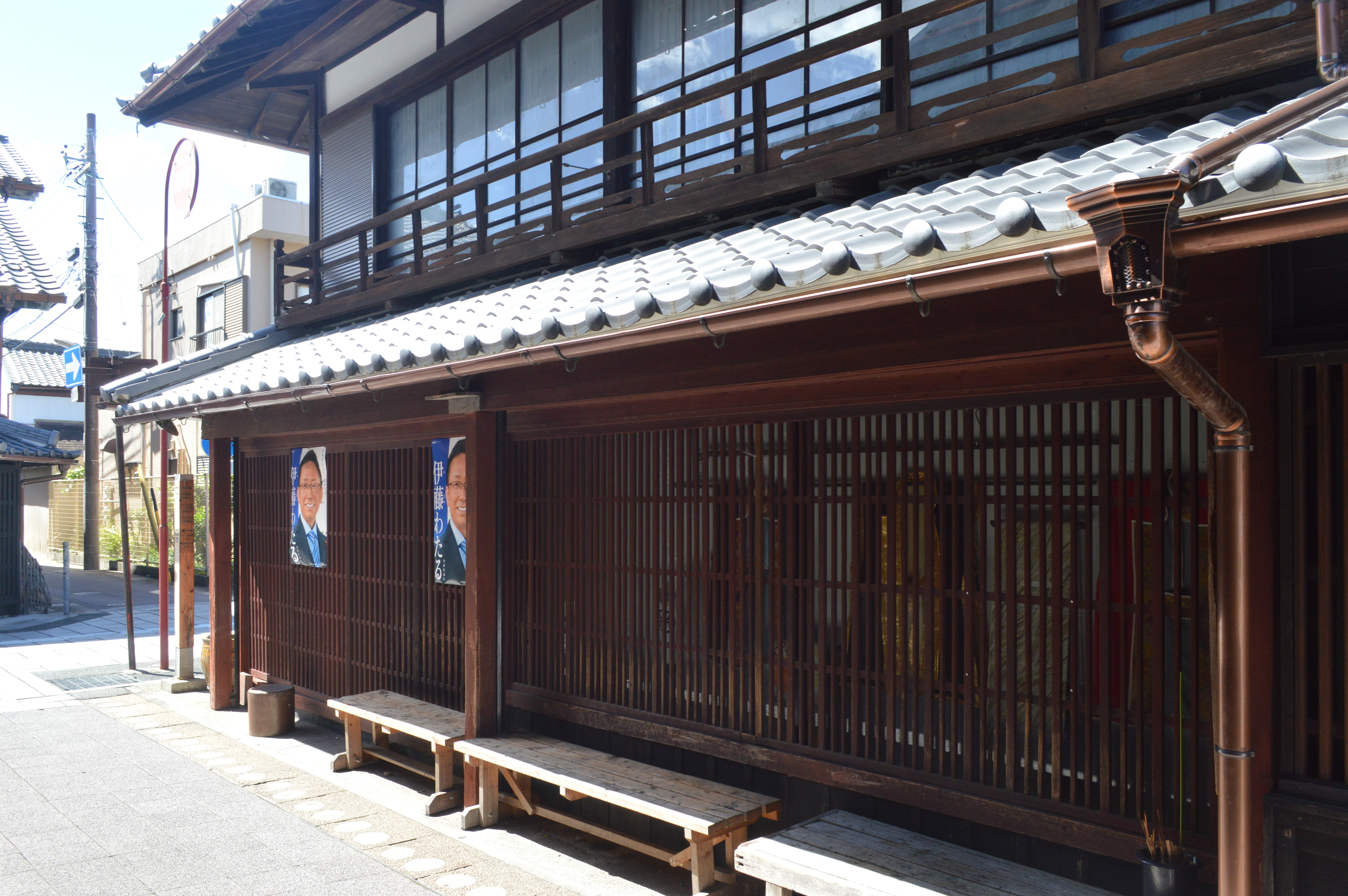
南面